# Décimo Concílio de Toledo
O Decimo Concílio de Toledo foi um concílio regional convocado pelo rei Recesvinto no ano de 656.
Os trabalhos tiveram início a 1 de Dezembro de 656. Estiveram presentes 17 bispos (três metropolitas, o de Toledo, Eugénio II, o de Braga, Frutuoso, e o Sevilha, Fugitivo), e outros cinco bispos. Os bispos da Septimânia e da Tarraconense não compareceram a este concílio.
Neste concílio discutiram-se temas como a quebra do juramento de lealdade ao rei por clérigos e laicos, estabelecendo-se que o culpado seria reduzido ao estado secular ou exilado. Noutro cânone faz-se referência ao preço injustificadamente alto das vendas de escravos cristãos a judeus pelos clérigos. Esta prática, decidiu-se, acarretaria a pena de expulsão das Igreja para os clérigos que a ela se dedicassem.
A disciplina e a ordenação internas da Igreja também foram abordadas: a retirada do bispo Potâmio de Braga para um mosteiro e o testamento de Recimiro, Abade de Dúmio (Dume), o qual estabelecera um número de legado superior ao permitido.